# Anne O’Shea
Anne „Annie“ O’Shea (* 5. September 1987) ist eine US-amerikanische Skeletonpilotin.
Anne O’Shea lebt in Lake Placid (New York) und wird von Orvie Garrett trainiert. Skeleton betreibt sie seit 2005, seit 2006 gehört sie dem US-amerikanischen Nationalkader an. Zum Skeleton kam sie, als sie die Empire State Games 2005 in Binghamton besucht hatte. Schon 2006 nahm sie selbst an diesen teil. Reichte es im Februar 2006 bei den Juniorenweltmeisterschaften in Igls noch nicht zu einer nennenswerten Platzierung, konnte sie sich zur folgenden Saison 2006/07 massiv verbessern. Sie gewann bei den US-Ausscheidungswettkämpfen eine Startberechtigung für den America’s Cup. Hier belegte sie in Calgary zunächst einen vierten Platz; in Lake Placid gewann sie beide Rennen, wurde in Park City in beiden Rennen Zweite und gewann die Gesamtwertung. Daraufhin startete O’Shea in Winterberg im Europacup und belegte den zehnten Rang. Zum Auftakt der Weltcup-Saison 2007/08 in Calgary gab sie ihr Weltcup-Debüt und wurde ebenfalls Zehnte. Bei ihren übrigen Starts platzierte sie sich zwischen den Rängen 10 und 19 und wurde in der Gesamtwertung 17. Bei der Junioren-WM 2008 in Igls wurde sie Neunte.
Im Winter 2008/09 kehrte O’Shea in den America’s Cup zurück und konnte nach sechs Podestplätzen in acht Rennen ihren Gewinn der Gesamtwertung wiederholen. Zudem startete sie im Intercontinentalcup und wurde dort in der Gesamtwertung Achte. Auch bei der Junioren-WM 2009 belegte sie den achten Platz. Im Winter 2009/10 ging sie hauptsächlich im Intercontinentalcup an den Start, wobei ihre beste Platzierung jedoch ein zehnter Rang im letzten Saisonrennen war. 2010/11 konnte Anne O’Shea sich wieder für den Weltcup qualifizieren. Sie platzierte sich in den acht Saisonrennen zwischen den Rängen 10 und 17 und belegte damit Rang 11 im Gesamtweltcup. Bei der Skeleton-Weltmeisterschaft 2011 wurde sie im Einzel 23. und mit dem Team Achte. Auch 2011/12 nahm sie am Weltcup teil und konnte mit Rang 2 in La Plagne ihren ersten Podestplatz feiern. Nach Rängen zwischen 7 und 18 in den übrigen Rennen wurde sie Achte im Gesamtweltcup. Bei der Weltmeisterschaft 2012 belegte sie im Einzel den zehnten und mit der Mannschaft den vierten Platz.
In den beiden folgenden Wintern ging Anne O’Shea hauptsächlich im Intercontinentalcup an den Start. Sie konnte sich dabei jedoch nur selten in den Top 10 platzieren und belegte in den Gesamtwertungen 2012/13 Rang 12 und 2013/14 Rang 14. 2013 wurde sie wie 2011 US-amerikanische Meisterin. Für die Saison 2014/15 konnte sich O’Shea wieder für den Weltcup qualifizieren, wo sie als beste Ergebnisse zwei neunte Ränge erreichte und im Endklassement 13. wurde. Bei der Skeleton-Weltmeisterschaft 2015 wurde sie im Mannschaftswettbewerb Fünfte und belegte im Einzel Rang 18. Im Winter 2015/16 feierte sie beim vierten Saisonrennen auf ihrer Heimbahn in Lake Placid ihren ersten Sieg im Weltcup und mit einem zweiten Rang in Whistler eine weitere Podestplatzierung. 